# Aleksandr Serguéievitx Ménxikov
|  | No s'ha de confondre amb el seu avi, l'estadista rus Alekandr Danílovitx Ménxikov. |

El príncep sereníssim Aleksandr Serguéievitx Ménxikov (rus: Александр Сергеевич Меншиков, 26 d'agost de 1787 - Sant Petersburg, 2 de maig de 1869) va ser un Ajudant General i almirall rus.

## Biografia

### Infància i joventut
Va néixer el 26 d'agost de 1787 com a primogènit del general-Porutxik Serguei Ménxikov i Iekaterina Nikolàievna Golitsina, que van tenir tres fills Més, Nikolai, Elizaveta i Ekaterina. Era net d'Aleksandr Danílovitx Ménxikov, pel costat patern, i de Mikhaïl Golitsin, pel matern.
Va ser educat en Dresden. Va tornar a Rússia a 1805, als divuit anys, i va ser admès al col·legi de cadets del Ministeri d'Afers Exteriors de l'Imperi Rus (al moll dels anglesos de Sant Petersburg). A l'any següent se'l va enviar com a agregat a l'ambaixada russa a Berlín. Seguidament, el 1807 va ser enviat a Londres. També va servir en aquesta època a l'ambaixada de Viena.

## Guerra russoturca 1806-1812

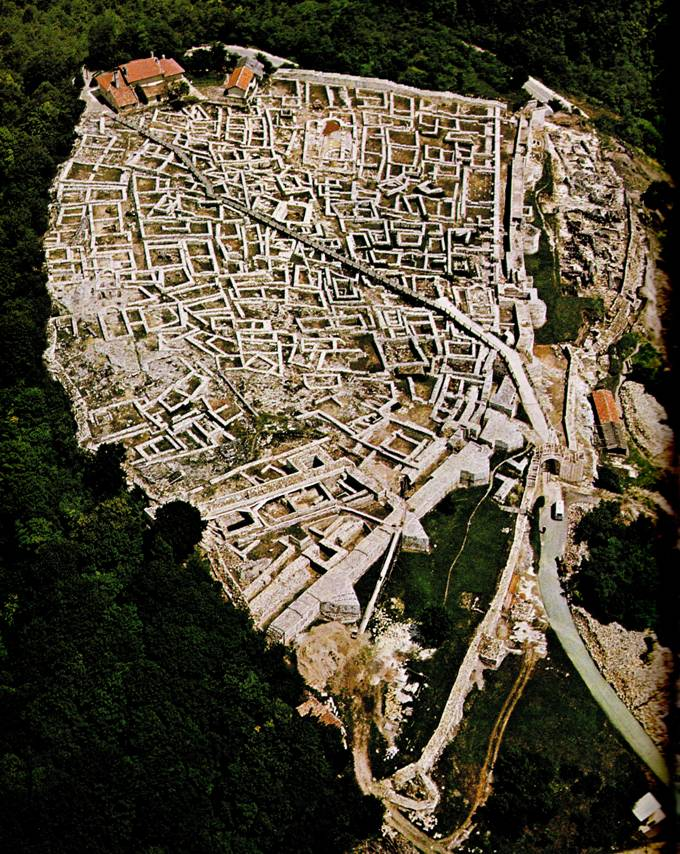
Fortalesa de Xumla (Xumen).

Al juny de 1809 va entrar en l'exèrcit de l'Imperi Rus com a sotstinent d'un batalló d'artilleria de la Guàrdia Imperial. Entre aquest any i el 1811 va participar en la guerra russoturca de 1806-1812 com a ajudant del general d'infanteria Nikolai Kamenski, comandant de l'exèrcit a Moldàvia. El 20 de maig de 1810 va participar en la batalla pel pas del Danubi i la fortalesa de Tutrakai i del 24 al 29 d'aquest mes en l'assalt de Silistra. Els dies 11 i 12 de juny va participar en l'infructuós assalt a la fortalesa de Xumla, que va fer que Kamenski optés per rendir mitjançant el setge. En el marc d'aquestes operacions Ménxikov va ocupar Djumai el 18 de juny i el 25 i 26 de juny va edificar emplaçaments per a l'artilleria per al setge de Xumla. No obstant això, el setge no tenia èxit, ja que els otomans estaven ben proveïts. Kamenski, per aquesta raó, va deixar una tropa de 28 000 homes sota Xumla, i es va dirigir a prendre la fortalesa de Rusxuk. Durant l'assalt, el 22 de juliol, Ménxikov va ser ferit de bala a la cama dreta. Del 6 d'agost al 15 de setembre d'aquest any, va estar ocupat en la situació i preparació de les trinxeres i emplaçaments per a l'artilleria al voltant de Giurgiu, i el 15 d'octubre va participar en la presa de Nikopol. Pels seus serveis aquest any va rebre l'orde de Sant Vladímir de 4a classe.
En 1811, amb 24 anys, va entrar com a flügeladjudant en el seguici del tsar Alexandre I

## Invasió napoleònica i expedicions a l'estranger
A principis de la invasió napoleònica de Rússia, el porútxik Ménxikov va ser assignat a una divisió d'un regiment de granaders del I Exèrcit Occidental i més tard a l'Estat major d'aquest. Va combatre en totes les batalles en què va participar la divisió, inclosa la de Borodinó. Per la seva valentia en aquesta, va ser ascendit a stabskapitän el 21 de novembre de 1812. A la fi d'aquest any, entra al regiment Preobrajenski, al comandament del qual estava el General Major Grigori Rozen.

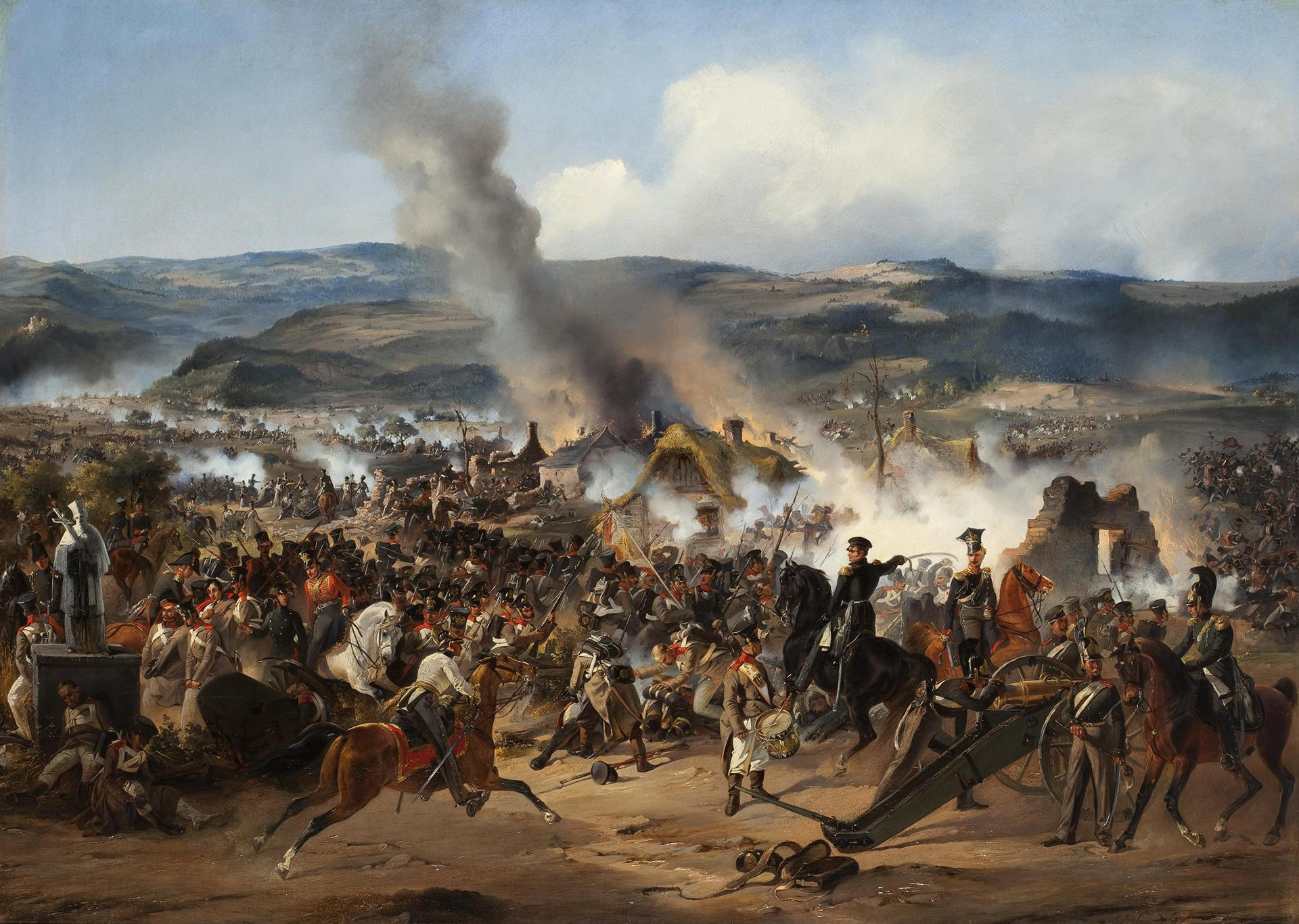
Batalla de Kulm, pel pintor romàntic germano-rus Alexander von Kotzebue.

L'1 de gener de 1813, el regiment, sota el comandament del general Aleksandr Tormàssov, va creuar el Riu Neman, com a continuació del conflicte napoleònic, de manera que Ménxikov seguirà participant en el conflicte amb el seu regiment a Prússia Oriental i el ducat de Varsòvia. El 16 de gener d'aquest any va ser nomenat capità del regiment Preobrajenski. El 12 de febrer, el regiment va ser aquarterat a Kalisch, on tindria lloc una entrevista entre Alexandre I i una delegació prussiana, en què van acordar seguir les operacions contra Napoleó. En col·laboració amb els austríacs, prendrien Berlín el 20 de febrer. El 21 de març, el seu regiment va participar en una revista de tropes per part d'Alexandre I i Frederic Guillem III de Prússia. El 26 de març, des de Kalisch, es va unir a l'exèrcit d'Aleksandr Kutúzov a Dresden (passant per Rawitsch, Steinau i Bunzlau. Es va distingir a la batalla de Kulm a l'agost. Per la seva participació en la batalla és ascendit a coronel el 20 de setembre.
Al capità Ménxikov se li va assignar la missió de creuar les línies franceses per comunicar al Príncep de la Corona sueca Jean Baptiste Bernadotte l'aliança entre el Regne de Prússia i l'Imperi Rus i la continuació de les accions ofensives. Va complir l'encàrrec amb l'ajuda d'una petita partida de cosacs, i l'exèrcit de 30 000 homes de Bernadotte descendiria a Pomerània, a temps de participar en la batalla de Leipzig. Pel compliment reeixit d'aquesta missió, el 13 d'octubre de 1813, va rebre l'Orde de Sant Vladímir de 3a classe i la Reial Orde de l'Espasa sueca.
Al març de 1814, durant la presa de París és de nou ferit al peu. Per la seva valentia en aquests esdeveniments és condecorat amb l'orde de Santa Anna de 2a classe.
Després de la mort del seu pare a 1815 va rebre la hisenda familiar Aleksàndrovskoie, propera a l'actual localitat de  Vozdvíjenskoie, al raion de Klin (óblast de Moscou).

### Al servei d'Alexandre I i Nicolau I
El 15 de febrer de 1816 va ser nomenat director del despatx de l'Estat Major del Tsar i ascendit a General Major pels seus serveis i introduït en el seguici del tsar. El 16 de desembre d'aquest any es va reorganitzar aquest organisme; el primer dirigent de la nova època va ser Piotr Volkonski.
A 1820, durant l'època caracteritzada per la influència en els assumptes d'estat del conseller Aleksei Araktxéiev, se li va proposar el comandament de la flota del Mar Negre, amb el propòsit d'allunyar-lo de Sant Petersburg. Va rebutjar aquest càrrec, ja que no tenia cap noció sobre nàutica. A 1821, juntament amb Nikolai Novosíltsev i Mikhaïl Vorontsov, va elaborar un projecte per a l'emancipació dels serfs camperols que no va ser acceptat per l'emperador. Se li va proposar ocupar el càrrec de diplomàtic a Dresden, el que Ménxikov es va prendre per una ofensa. Va dimitir dels seus càrrecs al novembre de 1824 i es va retirar a la seva hisenda, on es va dedicar a l'estudi de la nàutica.
El gener de 1826 va ascendir al tron Nicolau I. El príncep Ménxikov va tornar al servei públic, i fou enviat pel tsar en missió extraordinària diplomàtica a Pèrsia, amb qui es reprenia la disputa pels territoris del sud de l'actual Azerbaidjan. Malgrat que Rússia estava disposada a renunciar als kanats de Karabakh i Lenkoran, el Xa va rebre fredament l'ambaixador i el va arrestar. Ménxikov estigué captiu fins al 1827.
Al seu retorn, se li va encomanar reformar el Ministeri de Marina. Durant la campanya turca de 1828-1829, al comandament d'un grup de desembarcament enviat a les ribes orientals del mar Negre, es va apoderar de la fortalesa d'Anapa. Posteriorment en la mateixa campanya militar, seria designat comandant de les tropes russes que van setge a  Varna, durant el qual va ser ferit a les dues cames. Aquestes ferides van obligar a deixar l'exèrcit.
A 1830 va ser nomenat governador general de Finlàndia. El 2 d'abril de 1848 va ser nomenat president del comitè per al control de la premsa i la censura, i va cridar l'atenció de Nicolau I sobre les dues primeres novel·les de Mikhaïl Saltikov-Sxedrín, que seria desterrat a Viatka.
El 1853 va ser nomenat ambaixador extraordinari davant la Sublim Porta, de manera que es va dirigir a Istanbul. Amb el començament de la guerra de Crimea, va arribar per iniciativa pròpia a Sebastòpol, on va començar l'organització de les defenses terrestres de la ciutadella. Es va anticipar al desembarcament enemic en la regió de Ievpatòria, però no va poder fer-li front en no disposar de les forces necessàries. El 20 de setembre de 1854, a la batalla del riu Alma, va haver de retirar-se davant les forces superiors britàniques i franceses, i es veié obligat a retirar-se de Sebastòpol (que quedaria defensat pels marins russos Vladímir Kornílov i Pàvel Nakhímov) a Bakhtxisarai. Després d'aquesta batalla va ser nomenat comandant en cap de totes les forces navals i terrestres a Crimea, i es mantingué en aquest càrrec fins al febrer de 1855.
Durant el regnat d'Alexandre II, Ménxikov va acceptar participar activament en les reformes legislatives per a l'abolició de la servitud de la pagesia. Va morir a Sant Petersburg el 1869 i va ser enterrat a l'església de la seva hisenda familiar.

### Família
Va contreure matrimoni amb la comtessa Anna Aleksàndrovna Protàssova (179? - 1849), neboda de la dama d'honor i confident de la tsarina Caterina II Anna Stepànovna Protàssova. Va tenir dos fills: Vladímir Aleksàndrovitx (1816 - 1893), que arribaria a ser general de cavalleria, i Anna Aleksàndrovna (1817 - 1884), que es casaria en 1838 amb Ivan Badkovski (1814 - 1865), fill del general Iàkov Badkovski.